# Grjasew-Schipunow GSch-18
Die Grjasew-Schipunow GSch-18 (russisch Грязев-Шипунов ГШ-18; in der englischen Transkription Gryazev-Shipunov GSh-18) ist eine russische Faustfeuerwaffe.

## Geschichte
Ausgangspunkt der Entwicklung war eine zivile Dienstpistole der Bezeichnung P-96. Diese wurde durch die Konstrukteure W. P. Grjasew und A. G. Schipunow entworfen, die vornehmlich für ihre Maschinenkanonen bekannt sind. Die P-96 war für das relativ schwache Kaliber 9 mm kurz ausgelegt. Die Waffe war für private Sicherheitskräfte und Wachpersonal vorgesehen, erwies sich jedoch als nicht zuverlässig genug. Als sich Mitte der 1990er Jahre abzeichnete, dass das russische Militär ihre bisherige Standard-Pistolenpatrone 9 mm Makarow ablösen würde, nutzte man den alten Entwurf als Grundlage für die GSch-18, die dem russischen Militär als Aspirant für neue Armeepistole vorgestellt wurde. Formell wurde die Pistole im Jahr 2003 ins Arsenal der Streitkräfte aufgenommen. Eine große Verbreitung fand sie jedoch nicht. Vom Militär wurde das Konkurrenzmodell Jarygin PJa bevorzugt, das in weitaus größeren Stückzahlen angeschafft wurde. Die GSch-18 wurde dagegen hauptsächlich an Spezialeinheiten des Innenministeriums und des FSB geliefert.

## Technik

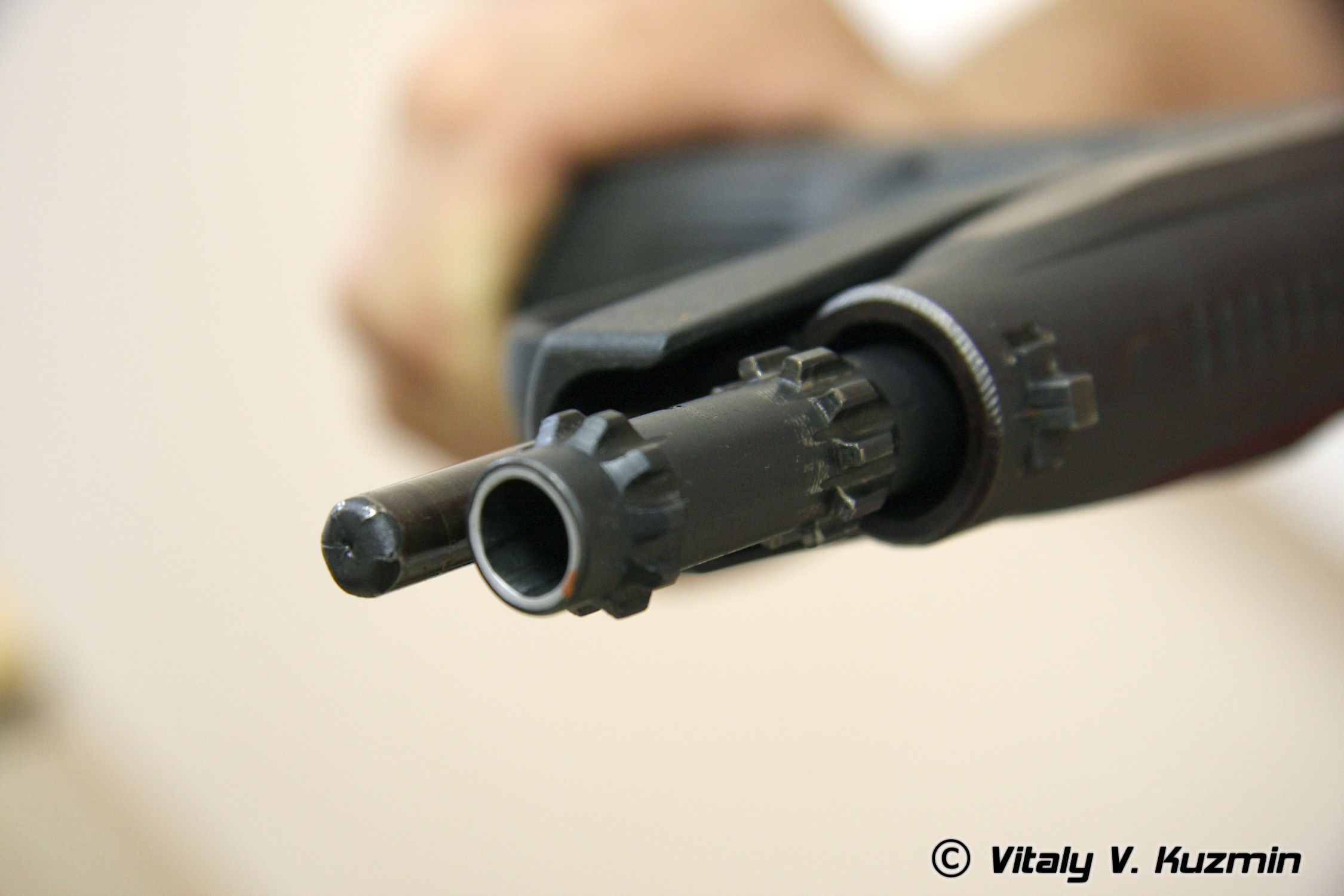
Ringförmig angeordnete Verriegelungswarzen

Das Griffstück und der Rahmen bestehen aus schlagfestem Polymer, in das stählerne Führungsschienen für den Schlitten eingelassen sind. Dadurch ist die GSch-18 um etwa 400 gr leichter als die Jarygin, eine konventionelle Ganzmetall-Pistole. Die Waffe funktioniert als Rückstoßlader. Der Lauf ist um seinen vollen Umfang herum mit insgesamt 10 Verriegelungswarzen versehen. Indem der Lauf nach dem Schuss geradlinig zurückfährt wird er durch in den Schlitten gefräste Kulissen um 18° rotiert. Dadurch wird die Verriegelung schließlich freigegeben. Diese Art des Verschlusses wird selten angewendet; ein frühes Beispiel dafür ist die k.u.k. Ordonnanz-Pistole Roth-Steyr Modell 1907. Ein hervorstehender Hahn ist nicht vorhanden. Stattdessen wurde die Waffe mit einem innenliegenden, stets vorgespannten Schlagstück versehen, das dem der Glock-Pistolen ähnelt. Ein äußerer Sicherungshebel fehlt, ebenso wie bei der Glock.
Die Waffe verschießt Patronen des Kalibers 9 mm Parabellum, die jedoch für die Bedürfnisse der Sicherheitskräfte und des Militärs Russlands modifiziert wurden. Die russische Munition ist gegenüber dem NATO-Standard in ihrer Leistung gesteigert; herkömmliche westliche Patronen können mit der GSch-18 aber ebenso verschossen werden.